# Zbigniew Klimas

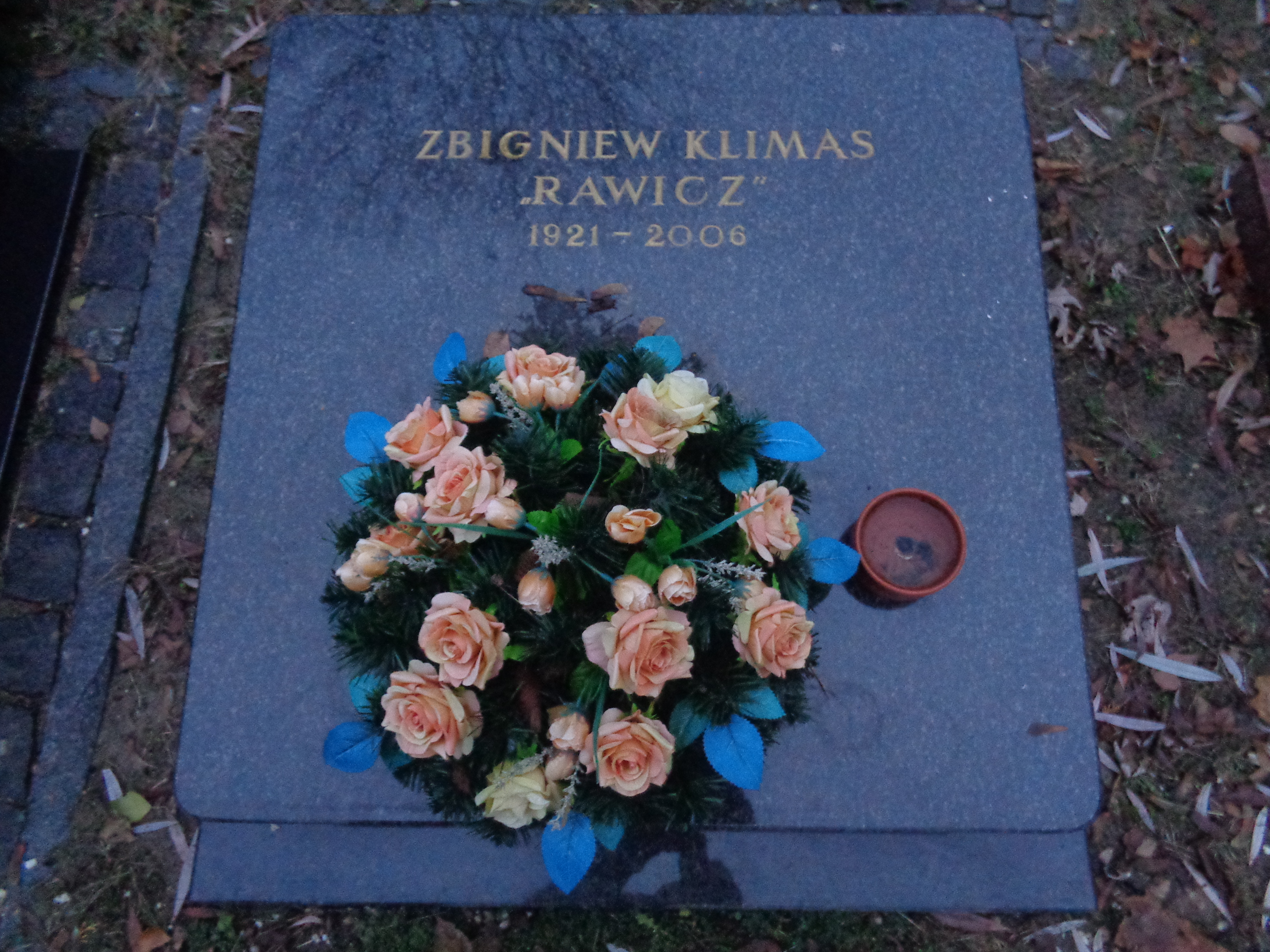
Grób Zbigniewa Klimasa na Cmentarzu Wojskowym na Powązkach

Zbigniew Gracjan Klimas ps. „Rawicz”, „Kobus Piąty” (ur. 18 grudnia 1921 w Sosnowcu, zm. 4 lutego 2006) – instruktor harcerski, żołnierz AK w stopniu podporucznika, dziennikarz, korespondent i wiceprezes Polskiej Agencji Prasowej.

## Życiorys
Przed wojną uczeń Gimnazjum im. Władysława IV w Warszawie i przyboczny w działającej tam 17 Warszawskiej Drużynie Harcerskiej. Jest autorem wspomnienia z pierwszych dni września 1939 o wymarszu ze stolicy Warszawskiego Batalionu Harcerskiego liczącego ponad tysiąc harcerzy na wschód, jak planowano, w stronę granicy rumuńskiej.
Po powrocie do Warszawy, w okresie 1939–1942 drużynowy drużyny CP-300 (konspiracyjnej 17 WDH w Szarych Szeregach), następnie dowódca drużyny GS-PR-300, członek komendy hufca BS-PR, otrzymał stopień harcerza Rzeczypospolitej. Elew II turnusu Szkoły Podchorążych Agricola (od grudnia 1942 podchorąży), dowódca III plutonu Grup Szturmowych „Jurand” 3. kompanii batalionu „Zośka”. Uczestniczył w powstaniu warszawskim w batalionie „Ruczaj”, następnie dostał się do niewoli niemieckiej.
Po wojnie ukończył Szkołę Nauk Politycznych w Paryżu, pracował w paryskiej delegaturze ds. repatriacji. W okresie 1948–1990 dziennikarz Polskiej Agencji Prasowej, w latach 60. korespondent PAP we Francji. W 1983 został członkiem Zarządu Klubu Publicystyki Międzynarodowej Stowarzyszenia Dziennikarzy PRL.
Pochowany na Cmentarzu Wojskowym na Powązkach (kwatera N II – 2 – 3).